# Pedro Páramo
Pedro Páramo es la primera novela del escritor mexicano Juan Rulfo, publicada por primera vez en 1955 por el Fondo de Cultura Económica. El autor comenzó la obra a finales de los años 1940 y, tras recibir una beca del Centro Mexicano de Escritores, logró finalizarla y, más tarde, publicar adelantos de la misma de 1953 a 1954 en diversas revistas mexicanas bajo los títulos preliminares de Una estrella junto a la luna, Los murmullos y Comala. Es la primera novela de Rulfo, así como su segunda obra después de El Llano en llamas: una recopilación de cuentos de la que tocó los temas de la muerte, la ruralidad y la pérdida de esperanzas tras la Revolución Mexicana. Asimismo, anticipó su segunda novela, El gallo de oro, escrita entre 1956 y 1958 pero publicada recién en 1980.
El argumento se sitúa en la época de la Guerra Cristera y narra dos historias: la de un hombre llamado Juan Preciado, que llega al pueblo de Comala en busca de su padre, Pedro Páramo, y la historia de éste, un cacique que se corrompió por el poder que le generó la Revolución.
Pedro Páramo se encuadra dentro del género de la novela revolucionaria y, debido a su uso del realismo mágico, es catalogada como una de las obras precursoras del boom latinoamericano, así como uno de los libros cumbre de la literatura en lengua castellana.  En un principio la novela fue acreedora de críticas negativas, pero con el tiempo se destacó tanto su novedosa estructura como su narrativa inusual para la época. Gabriel García Márquez señaló que ninguna lectura le había producido tanta conmoción desde que leyó La metamorfosis, de Franz Kafka. Jorge Luis Borges, por su parte, la describió en su momento como «una de las mejores novelas de las literaturas de lengua hispánica, y aun de la literatura». Además, le valió a Rulfo, el mismo año de su publicación, el Premio Xavier Villaurrutia.
En España, la dictadura franquista prohibió la obra por contener, a juicio del censor, «descripciones crudas de hechos y situaciones inmorales» en diversos pasajes. La censura del régimen no autorizó la distribución de la novela hasta catorce años más tarde, en 1969.
Actualmente la obra forma parte de la lista de las 100 mejores novelas en español del siglo XX del periódico español El Mundo. Además, se han realizado traducciones a más de treinta idiomas, varias adaptaciones cinematográficas y una teatral.

## Argumento
La novela da inicio con el relato del personaje principal, Juan Preciado, quien le prometió a su madre en su lecho de muerte que regresaría a Comala para reclamar a su padre, Pedro Páramo, lo que en su momento no les dio. Preciado, cuyo nombre no conocemos hasta avanzada la novela, sugiere que no tenía intenciones de cumplir esta promesa hasta que comienza a tener sueños e ilusiones que finalmente lo inducen a viajar.     
Su narración está fragmentada y se ve mezclada con diálogos de su recientemente difunta madre, Dolores Preciado. También se ve interrumpida y reemplazada por una línea narrativa en primera persona que aparentemente es de Pedro Páramo.  
Preciado se encuentra con varias personas en Comala, a quienes, en determinado momento, comienza a percibir como muertas. Al acabar el primer tercio de la novela, la narración de Preciado se detiene y empieza el monólogo interior de Pedro Páramo como narrador omnisciente. La mayoría de los personajes en la narración de Juan Preciado (Dolores Preciado, Eduviges Dyada, Abundio Martínez, Susana San Juan y Damiana Cisneros) están presentes en esa narración omnisciente, pero con perfil mucho menos subjetivo. Las dos narrativas mayores que compiten, dan versiones descriptivas diferentes de Comala. Sin embargo, es la narración omnisciente la que describe a Pedro Páramo y da detalles de su vida, desde la idealización juvenil hacia Susana San Juan, su encumbramiento, sus abusos tiránicos, su condición de mujeriego, hasta su muerte. Aunque la condición destacable de su personalidad es la crueldad, Pedro Páramo es también mostrado como un padre que adoraba a su hijo, nacido fuera del matrimonio, Miguel Páramo, pero igual criado por él en su hogar. También como un astuto jefe que sabe cómo manejar a sus mercenarios, que de otro modo hubiesen arrasado a Comala.
Mientras que la brocha descriptiva de Juan Preciado se presenta en forma más o menos lineal, la de Pedro Páramo aparece en desorden e insertada por fragmentos en la de aquel.
La novela es posible de ser interpretada como una expresión literaria de las sociedades latinoamericanas abigarradas, siguiendo el concepto propuesto por René Zavaleta Mercado.
En contra de la opinión generalizada de situar a Pedro Páramo dentro del grupo de novelas que abordan la Revolución mexicana, el mismo Rulfo, en entrevista con Máximo Simpson, la ubicó dentro de los libros con temática humana:

«El amor hacia Susana San Juan era lo único limpio en aquella existencia tan trafagueada. Susana pesaba más en su conciencia que sus crímenes, los cuales sólo habían sido un instrumento para alcanzar el poder. Susana San Juan era el único símbolo de redención que le quedaba, la única forma tangible y hermosa por la cual hizo tantas atrocidades. Ella significaba su perdón, así que al perderla se sintió el más desventurado de los seres humanos. ¿O no cree usted que para algunas personas ciertas mujeres son como un trasunto del cielo, y quizá hasta el cielo mismo?».

## Composición
Tras haber recibido una beca por parte del Centro Mexicano de Escritores que lo dejó como becario entre 1952 y 1954, y durante su segundo año, Rulfo concluyó la escritura de Pedro Páramo. La idea de la misma había sido previamente mencionada por parte de Rulfo a su esposa Clara Angelina Aparicio Reyes entre febrero y marzo de 1947, en una correspondencia que tuvieron, en donde el escritor le comentaba a su esposa que tenía en mente publicar una novela y que esta tenía un título tentativo:

«No he hecho sino leer un poquito y querer escribir algo que no se ha podido y que si lo llego a escribir se llamará Una estrella junto a la luna».

Entre 1953 y 1954 Rulfo ya había entregado el manuscrito original de la novela al Fondo de Cultura Económica, además de haber empezado a publicar adelantos de la misma en las revista literarias de Ciudad de México Las Letras Patrias, Universidad de México y Dintel. En esta primera, el título de la novela era Una estrella junto a la luna, en la segunda Los murmullos y en la tercera, los fragmentos mostrados de la novela se encontraban bajo el título de Comala. Rulfo finalmente publicó Pedro Páramo en 1955.

## Técnica narrativa y estilo
Al igual que en Rayuela de Julio Cortázar y que en Las meninas de Diego Velázquez, se requiere de la interpretación del lector porque el autor parece haber escrito dos relatos centrales, la narración de Juan Preciado y la narración de Pedro Páramo, a los que ha anexado otros cuentos menores que desarrollaban determinados pasajes de esas dos narraciones centrales (la relación de Juan Preciado con su madre, la relación de Pedro Páramo con Susana San Juan, la relación de Pedro Páramo con sus hombres en armas, la relación de Pedro Páramo con Juan Preciado) para después cortar los cuentos menores en trozos relativamente pequeños y haberlos intercalado en lugares muy específicos de los cuentos centrales. 
Su especificidad radica en que a poco de hacer su entrada en uno de los cuentos centrales, le hacen notar al lector que va avanzando en un entender que no corresponde. Para ello empieza un nuevo párrafo cambiando el género o número de los personajes descritos en párrafos anteriores. Eso hace que el lector se detenga y empiece a buscar en lo leído, para saber cuándo empezó el relato. Entre los que lo perciben, unos consideran que los relatos empiezan en un cierto lugar y otros en otro. Así, una misma corta novela se convierte en una obra de arte universal, con miles de significados distintos para los distintos lectores y brillante para todos. Así hay en la novela una mezcla y entrelazado apasionantes de las voces y los recuerdos de los distintos personajes presentes y pasados.
La obra de Rulfo está considerada como uno de los exponentes más significativos e influyentes del llamado realismo mágico.

## Adaptaciones

### Cinematográficas
- 1967: Pedro Páramo (dirigida por Carlos Velo).[17]
- 1976-1978 (No queda claro la fecha de estreno): Pedro Páramo. El hombre de la media luna (dirigida por José Bolaños).[18]
- 1981: Pedro Páramo (dirigida por Salvador Sánchez).[19]
- (Cancelada por problemas de financiación) 2009: Pedro Páramo (iba a ser dirigida por Mateo Gil).[20][21][22][23]
- 2024: Pedro Páramo producida por Netflix y dirigida por Rodrigo Prieto.[24]

### Teatrales
- 1979: Pedro Páramo (dirigida y adaptada en México por Nancy Cárdenas)[25]
- 1986: Pedro Páramo (dirigida en París por Jacques Merienne).[26]
- 1987: Pedro Páramo (adaptada por Álvaro Custodio).[27]
- 2013: Pedro Páramo (dirigida por Flora Lauten, dramaturgia de Raquel Carrió).
- 2020: Pedro Páramo (dirigida por Mario Gas).[14]

## Traducciones
- Alemán: Carl Hanser, Suhrkamp.
- Búlgaro: Narodna Kultura, Abagar.
- Checo: Odeon.
- Coreano: Minumsa.
- Danés: Aschehoug Dansk, Gyldendal Boghandel.
- Esloveno: Cankarjeva Zalozba.
- Euskera: Juan Garzia Garmendia.
- Finés: Like.
- Francés: Gallimard.
- Griego: Asterios Delithanassis, Patakis.
- Hebreo: Sifriat Poalim, Malboro Rami Saari.
- Hindi: Malayalam.
- Japonés: 杉山晃, 増田義郎.
- Neerlandés: International Literatuur Bureau.
- Húngaro: György Hargitai, Európa Könyviadó.
- Inglés (Estados Unidos): Grove Press.
- Inglés (Reino Unido): Serpent's Tail.
- Irlandés: Tomás Mac Siomóin, Coiscéim.
- Islandés: Iðunn.
- Italiano: Giulio Einaudi Editore.
- Noruego: Cappelen.
- Náhuatl: Victoriano de la Cruz.
- Persa: Hushang Golshiri.
- Polaco: Książka i Wiedza.
- Portugués (Brasil): Brasiliense.
- Portugués (Portugal): Cavalo de Ferro.
- Rumano: Univers.
- Ruso: Hudoz.
- Serbio: Nolit.
- Sueco: Almqvist.
- Turco: Hür Basımevi.